# El asesino de los caprichos
El asesino de los caprichos és una pel·lícula de thriller policial hispano-belga del 2019 dirigida per Gerardo Herrero i escrit per Ángela Armero que protagonitza Maribel Verdú i Aura Garrido al costat de Roberto Álamo, Ginés García-Millán, Daniel Grao i Ruth Gabriel.

## Trama
En ple centre de Madrid, al barri de Salamanca, apareix una dona morta. El responsable del seu assassinat s'ha assegurat de replicar al detall una escena dels Capritxos de Francisco Goya. Això fa que es recluti a la sotsinspectora Eva González perquè acompanyi a l'experimentada inspectora Carmen Lobos durant les perquisicions per a trobar noves pistes.
No obstant això, l'assassí aconsegueix seguir amb el seu joc posant en escac a la policia i enfrontant ambdues dones. Mentre una opina que podria tractar-se d'alguna mena de crim passional, l'altra veu indicis del que podria ser un assassí en sèrie. Aviat es confirmen les seves sospites i comença una persecució implacable.

## Repartiment
- Maribel Verdú - Carmen Cobos[5]
- Aura Garrido - Eva González[5]
- Roberto Álamo – Comissari Julián Vargas[5]
- Ginés García-Millán - Eduardo Gil[5]
- Daniel Grao - Adrián Iglesias[5]
- Ruth Gabriel -s Alicia Márquez[5]
- Aitor Fernandino - Mateo[5]
- Oscar Pastor - Santos[5]
- Laura Cepeda - Ana Mendieta[5]
- Antonio Velázquez[3]
- Laurent D'Elia[3]
- Tamar Novas[6]

## Producció
Coproducció hispanobelga, la pel·lícula va ser produïda per Tornasol i Los asesinatos de Goya AIE juntament amb Entre Chien et Loup, amb la participació de RTVE i Movistar+ i el suport de l'ICAA i les administracions autonòmiques de Madrid i Navarra. Ha estat rodada a Madrid, Pamplona i Brussel·les.

## Estrena

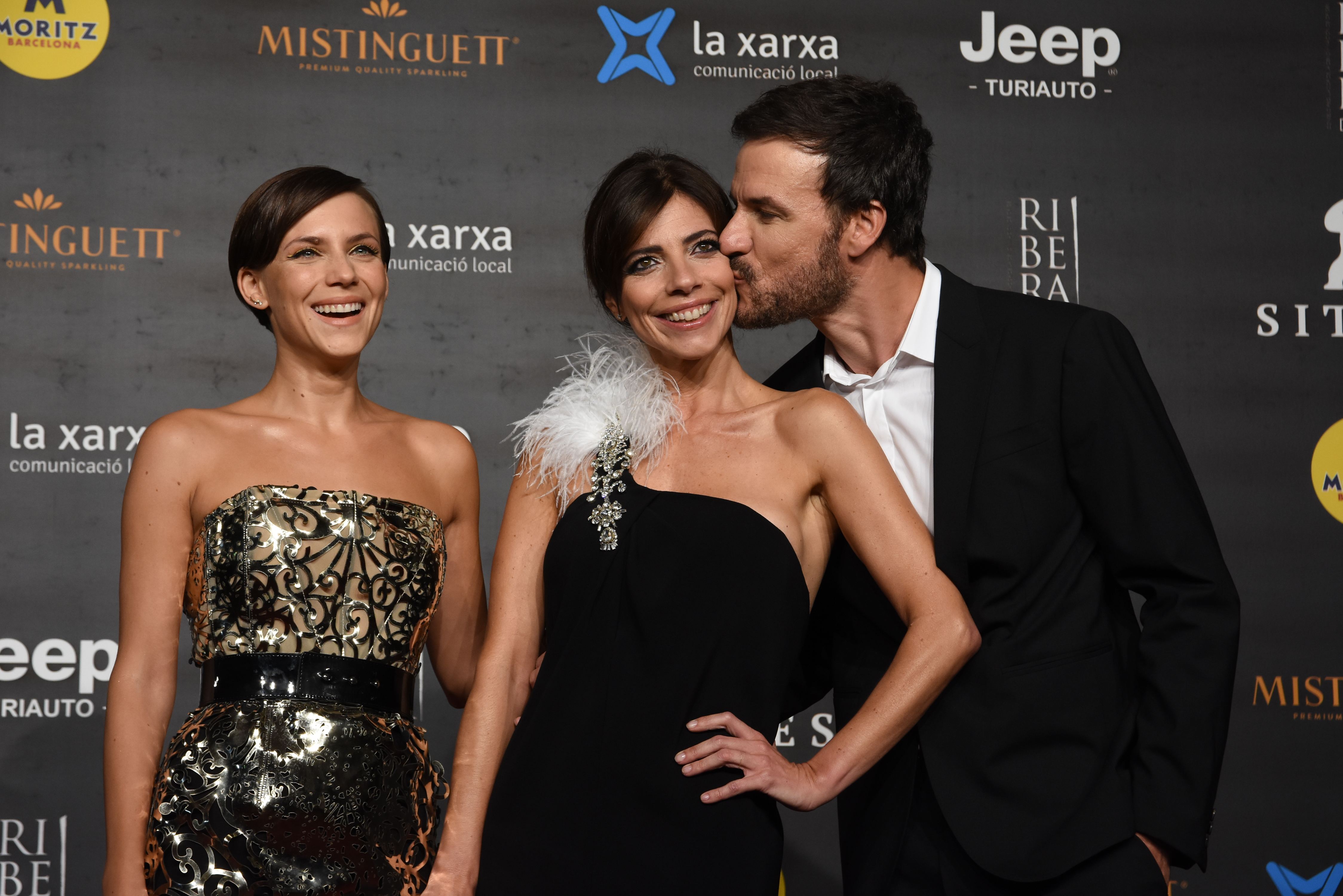
Aura Garrido, Maribel Verdú, i Daniel Grao durant la presentació de la pel·lícula al LII Festival Internacional de Cinema Fantàstic de Catalunya.

La pel·lícula fou projectada fora de competició al LII Festival Internacional de Cinema Fantàstic de Catalunya l’octubre de 2019. Distribuït per A Contracorriente Films,es va estrenar als cinemes a Espanya el 18 d'octubre de 2019.

## Recepció
Raquel Hernández Luján de HobbyConsolas va obtenir 58 punts sobre 100 ("així així"), considerant que "el seu guió anticlimàtic desaprofita una premissa visualment atractiva", valorant el duet Verdú i Garrido com a millor cosa de la pel·lícula, tot i que es cita l'enfocament en una debacle personal en lloc de la subtrama policial, els personatges que prenen decisions estúpides i el final "decebedor" com els pitjors elements al respecte.
Mireia Mullor de Fotogramas ha valorat la pel·lícula amb 2 estrelles sobre 5, destacant el tàndem format per Verdú i Garrido com el millor d'ella, alhora que es va ressentir per la incapacitat de lliurar "qualsevol cosa més que un thriller ple de tòpics".
Francisco Marinero a Metrópoli d'El Mundo' li atorga 2 de 5 estrelles citant la presència d'intèrprets molt hàbils com a punt positiu, mentre que va assenyalar "la trama artificiosa amb innombrables tòpics del gènere" com a punt negatiu.
Janire Zurbano de Cinemanía va donar a la pel·lícula 3 de 5 estrelles, considerant que "és previsible des del seu enfocament a la composició dels seus personatges", però aconsegueix entretenir, "mentre el talent del tàndem Verdú-Garrido fa la resta".
Javier Ocaña d'El País ha subratllat que la pel·lícula és "entretinguda, té un bon ritme i alguns punts interessants" però, a més d'un cert desnivell en les actuacions secundàries, el resultat es queda curt pels estereotips i la predictibilitat argumental.